# Растения-паразиты

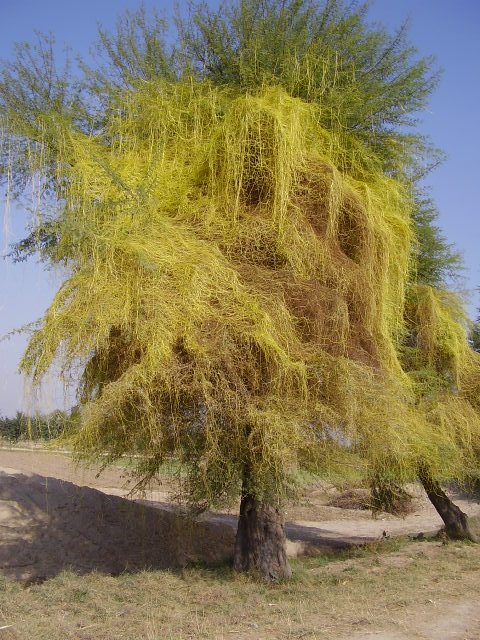
Повилика, паразитирующая на акации (Пакистан)

Парази́ты (паразитические растения) — экологическая группа растений, получающих питательные вещества непосредственно из тканей других растений. В подавляющем большинстве случаев паразитизм известен среди представителей отдела покрытосеменных (Magnoliophyta), гораздо реже, в виде исключения — среди хвойных (Pinophyta), а также у низших растений — зелёных водорослей (Chlorophyta). Связь с растением-хозяином паразит осуществляет через гаустории, возникающие в результате преобразования зародышевого корня или, в редких случаях, тканей стебля.
В настоящее время известно около 4100 видов растений-паразитов, относящихся к 19 семействам.

## Классификация
Растения-паразиты могут быть классифицированы следующим образом:
- 1a. Облигатные паразиты — паразиты, неспособные существовать без донора.
- 1b. Факультативные паразиты — паразиты, способные существовать без донора.
- 2a. Стеблевые паразиты — паразиты, у которых формирование гаусторий происходит из тканей стебля.
- 2b. Корневые паразиты — паразиты, у которых формирование гаусторий происходит из тканей корня.

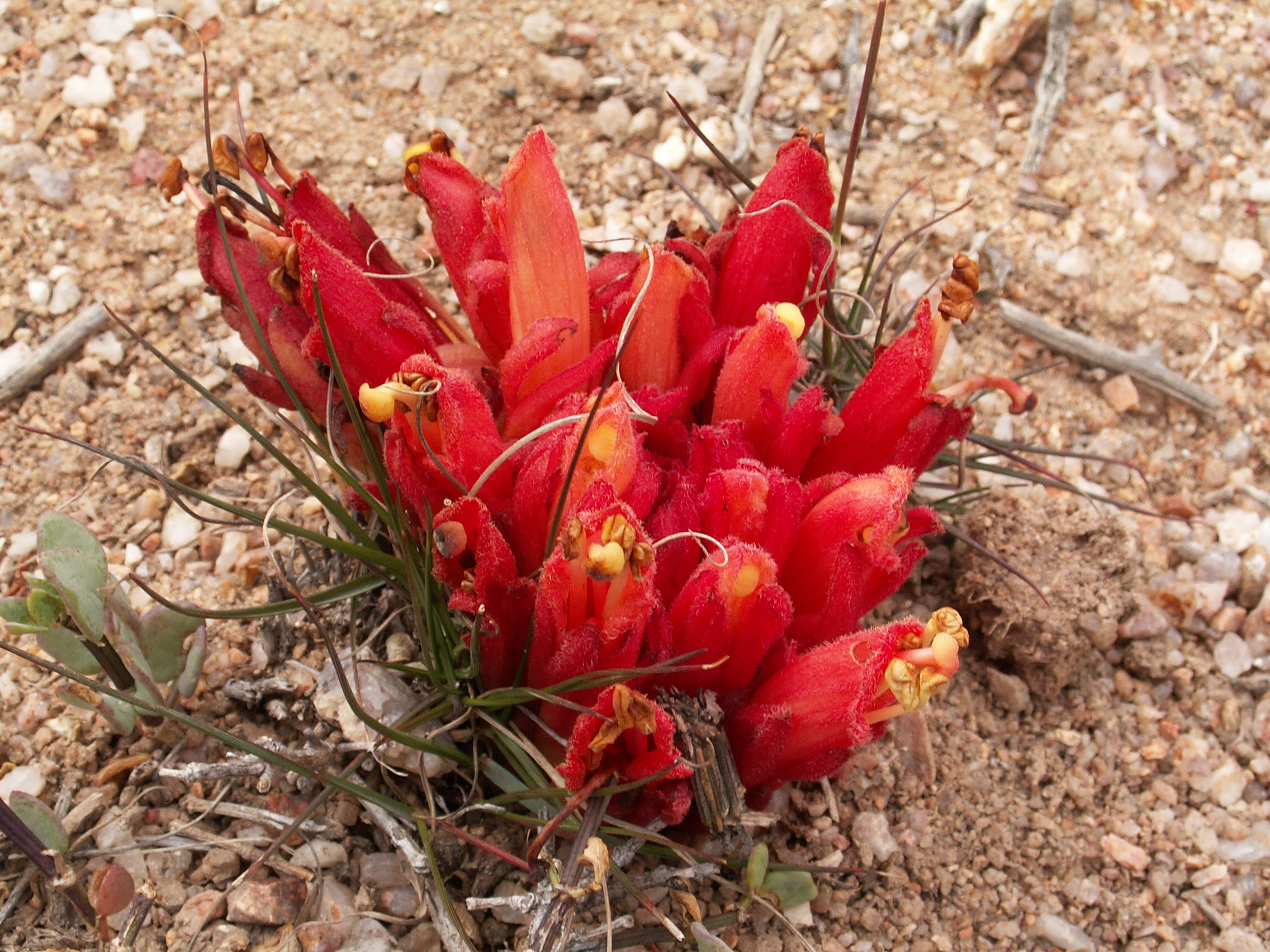
Голопаразит Hyobanche sanguinea, Рихтерсфельдский заповедник, Северо-Капская провинция, Южная Африка

- 3a. Голопаразиты — растения, которые полностью паразитируют на других растениях и фактически не имеют хлорофилла.
- 3b. Полупаразиты — паразитирующие растения, которые также в какой-то степени осуществляет фотосинтез. Полупаразиты могут получать от донора лишь воду и минеральные вещества. Также могут получать от него и часть органических веществ.

Для полупаразитов к одному виду может быть применено по одному элементу из трёх множеств терминов, например:
- Nuytsia floribunda (западно-австралийское рождественское дерево) — это облигатный корневой полупаразит.
- Погремок (например Погремок малый) — это факультативный корневой полупаразит.
- Омела — это облигатный стеблевой полупаразит.

Голопаразиты всегда являются облигатными, таким образом требуются только 2 термина, например:
- Повилики — это стеблевые голопаразиты.
- Hydnora spp. являются корневыми голопаразитами.

## Некоторые представители паразитов

### Раффлезиевые
Представители семейства Раффлезиевые (около 30 видов) паразитируют на растениях из рода Tetrastigma семейства Виноградовых. Паразит почти целиком находится в корне или стебле растения-хозяина: снаружи располагаются только цветки. Наиболее известный представитель — раффлезия Арнольда, которая характеризуются очень крупными цветками (до метра в диаметре).

### Санталовые
В южных районах России довольно часто на ветках тополей и других деревьев поселяется растение омела — сильно ветвящийся многолетний кустарник. Это растение способно к фотосинтезу, но воду и другие минеральные вещества оно получает через гаусторию, проникающую в ксилему дерева-хозяина.

### Заразиховые
Большинство представителей семейства заразиховых лишены хлорофилла и существуют целиком за счёт растения-хозяина, на котором растут. Широко известны представители рода Петров крест. Его мясистые бесцветные стебли с односторонней кистью малиново-красных цветов появляются в российских лесах ранней весной. Находящийся в почве корень ветвится и образует крестовидные соединения, от которых и произошло название растения.

### Паразитаксус
Паразитаксус — эндемик острова Новая Каледония, единственный паразит среди хвойных.

### Фикусы-душители
Фикусы-душители — общее название нескольких видов тропических и субтропических растений, которых объединяет специфический «душащий» образ жизни. Такой образ жизни является адаптацией к существованию в тёмных тропических лесах в условиях острой конкуренции за свет.